# Cetonia carthami
Cetonia carthami (Gory & Percheron, 1833) è un coleottero scarabeide appartenente alla sottofamiglia Cetoniinae.

## Descrizione

### Adulti
Gli adulti di questa specie sono vivacemente colorati. Le sue dimensioni variano dagli 13 ai 19 mm.

### Larva
Le larve si nutrono della materia organica in decomposizione. Sono della tipica forma a "C" e sono leggermente più chiare di quelle di Cetonia aurata; presentano la testa e le zampe sclerificate per muoversi così con maggiore facilità nel terreno. Lungo i fianchi presentano dei forellini chitinosi utilizzati per respirare.

## Biologia
Cetonia carthami è di abitudini strettamente diurne. Gli adulti sfarfallano da marzo a settembre e prediligono fiori dalla colorazione chiara. Sono eccellenti volatori, in grado di raggiungere grandi velocità in volo. Gli adulti si accoppiano sui fiori, con il maschio in groppa alla femmina, e l'accoppiamento può durare diversi minuti.

## Distribuzione e habitat
Cetonia carthami è un endemita sardo-corso.

## Conservazione
C. carthami è inserita nella Lista rossa IUCN ed è valutata come specie vulnerabile all'estinzione.